# Rhacophorus translineatus
Rhacophorus translineatus ist ein Froschlurch aus der Familie der Ruderfrösche (Rhacophoridae). Er kommt im Autonomen Gebiet Tibet und im indischen Bundesstaat Arunachal Pradesh vor.

## Merkmale
Die Kopf-Rumpf-Länge beträgt bei den Männchen 49 bis 57 mm. Die Weibchen sind etwas größer. Der Rücken ist rötlichbraun. Der Bauch ist bräunlichgelb. Die Körperseiten haben runde ovale Flecken. Der dreieckige Kopf ist etwas länger als breit. Von der Schnauze bis zur Kloakenöffnung verlaufen neun bis zwölf schokoladenbraune transversale Binden. Die Vorder- und Hintergliedmaßen sind auffällig schwarz gebändert. Das spitze Schnauzenende zeigt einen kleinen, konischen Hautaufsatz, der weit über den Unterkiefer hinausragt. Der Canthus rostralis ist hervorstehend. Die seitlichen Nasenöffnungen liegen im gleichen Abstand zu den Augen und zur Schnauzenspitze. Die Lorealgegend ist schräg und konkav geformt. Das Trommelfell und die Supratympanalfalte, eine Hautaufwölbung, die oberhalb des Trommelfells (Tympanum) beginnt und sich oft oberhalb der Augen fortsetzt, sind auffällig. Der Tympanaldurchmesser beträgt die Hälfte bis zwei Drittel des Augendurchmessers. Die Vomerzähne sind in schrägen Reihen angeordnet. Die mittellange Zunge ist diamantförmig und zweilappig. An der Zungenbasis befindet sich ein zahnartiger Vorsprung am Unterkiefer. Die Vordergliedmaßen haben im Bereich der Ellbogenregion eine Reihe von winzigen Drüsenflecken. An der Kloake befinden sich oberhalb vier Paare und unterhalb zwei Paare von auffälligen Drüsenhöckern. Die Oberschenkel haben runde cremefarbene Flecken. Die flachen, breiten Finger sind nahezu vollständig mit Schwimmhäuten versehen. Die Fingerspitzen haben große Haftscheiben. Ihr Durchmesser beträgt das 1,5- bis 2-fache des Tympanaldurchmessers. Die Hintergliedmaßen sind lang und schlank. Die tibiotarsale Artikulation reicht bis zwischen Auge und Nasenöffnung. Die Zehen sind vollständig mit Schwimmhäuten versehen. Die Schwimmhäute haben auffällige schwarze Markierungen. Der Calcar (ein Sporn am Sprunggelenk) ist krallenförmig. Der innere Fersenhöcker ist vorhanden, der äußere abwesend. Geschlechtsreife Männchen haben milchigweiße Brunstschwielen an den ersten und zweiten Fingern, eine kehlständige, interne Schallblase sowie ein rosafarbenes Band aus faserigem Bindegewebe entlang der Mittellinie des Rückens, die sogenannte linea masculinea. Die Rückenhaut ist glatt, die Bauchhaut ist granulär. Die Kaulquappen sind unbeschrieben.

## Verbreitung
Die Art ist vom Xigong-See im Kreis Mêdog in der Autonomen Region Tibet und vom Norden des Distrikts West Siang im indischen Bundesstaat Arunachal Pradesh bekannt.

## Lebensraum und Lebensweise
Rhacophorous translineatus bewohnt subtropische Primärwälder in Höhenlagen von 1.500 Metern. Er klettert auf kleine Bäume und ist auch auf den Blättern von Bananenstauden anzutreffen. Seine Brutreviere befinden sich an Seeufern. Bei Gefahr lassen sich die Frösche ins Wasser fallen.

## Status
Die IUCN listet Rhacophorous translineatus in der Kategorie „unzureichende Datenlage“ (data deficient), da Unsicherheiten hinsichtlich des Verbreitungsgebiets, des Status und der ökologischen Anforderungen bestehen.